# Robert Virot
Robert Virot ( 1915 - 2002 ) fue un botánico francés.

## Algunas publicaciones
- André Guillaumin, Robert Virot. 1953. Plantes récoltées
- 1956. La végétation canaque, Volúmenes 7-8. Volumen 7 de Mémoires Muséum national d'histoire naturelle (France). Nouvelle série. Série B, Botanique. Ediciones del Muséum. 398 pp.
- Robert F. Thorne, André Guillaumin, Robert Virot. 1965. Floristic relationships of New Caledonia: Vascular plants collected by R. F. Thorne in New Caledonia in 1959. Volumen 27 de University of Iowa studies in natural history. Ed. The Univ. of Iowa. 65 pp.
- André Aubréville, Robert Virot. 1968. Flore de la Nouvelle-Calédonie et dépendances: Protéacées, Volumen 2. 253 pp.
- 1975. Flore de la Nouvelle-Calédonie et dépendances: 6, Épacridacées, Volumen 6. Ed. Muséum national d'histoire naturelle, Laboratoire de phanérogamie. 160 pp.

## Honores

### Epónimos
- (Proteaceae) Virotia L.A.S.Johnson & B.G.Briggs[1]

- La abreviatura «Virot» se emplea para indicar a Robert Virot como autoridad en la descripción y clasificación científica de los vegetales.[2]